# よみうりテレビ制作月曜10時枠連続ドラマ
よみうりテレビ制作月曜10時枠連続ドラマ（よみうりテレビせいさくげつようじゅうじわくれんぞくドラマ）は、1973年4月から1980年9月、および1995年10月から2004年3月まで、日本テレビ系列で毎週月曜22:00 - 22:54（JST。1975年9月までは22:55終了）に放送されていた読売テレビ制作の連続テレビドラマ枠である。

## 概要
1973年4月に第1期として開始し、以降1980年9月まで7年半続いた。その後はバラエティ番組といったドラマ以外の番組が続いたが、1995年10月の「ベストフレンド」から第2期として開始し、15年ぶりに復活した。
第2期開始当初から1996年3月までの半年間は裏番組として同じ在阪準キー局の関西テレビが制作する全国ネットの連続ドラマも放送されていたが、1996年1月クールでイースト制作の「オンリー・ユー〜愛されて〜」が関東地区でも平均視聴率15%を超えるヒットを記録するなど順調な滑り出しを見せていた。
しかし、同枠で1996年4月から始まった『SMAP×SMAP』（関西テレビ・フジテレビ共同制作）開始後は視聴率で圧倒され、1999年頃から平均視聴率1桁を記録する作品が多くなるなど苦戦を強いられた。中には『ギンザの恋』（2002年冬季）のように当初予定していた放送回数を短縮して終了した作品もあった。当時の制作関係者も「何をやってもスマスマにはかなわないと制作陣も半ばあきらめていた」と証言しており、業界でも「死に枠」と称していたことがあったという。また、キー局の日本テレビも定例会見でも当枠の平均視聴率などについて何度か触れることがあった。
内容は若者向けの恋愛作品が中心であったが、これ以外にもコメディや鶴橋康夫の演出によるドキュメントタッチの作品がこの枠で放送された。中でも1997年7月クールに放送された、古谷一行・川島なお美主演の『失楽園』はこの枠で唯一平均視聴率20%を超える高視聴率を獲得し、社会現象にもなった。人気映画シリーズをドラマ化した永瀬正敏主演の『私立探偵 濱マイク』（2002年夏季）は、21世紀以降のテレビドラマでは珍しいフィルム撮影による作品だった。
提供クレジットはオープニングについては従来通り1枚毎に全面タテ1列表示の形で表示されるのに対し、エンディング時には1枚毎に上にヨコ1列×2社・下にヨコ1列×2社表示となっていた。
読売テレビ制作の月曜22時台枠の番組はこのゾーンの解消後、月曜21時台の日本テレビ制作枠（当時は『スーパーテレビ情報最前線』）と交換する形で繰り上げられるが、2008年2月の『今夜はシャンパリーノ』の終了と同時に日本テレビに返上し、2025年3月現在も日本テレビ制作枠となっている。
2004年3月に8年半続いた第2期が終了して以降、読売テレビ制作全国ネットの連続テレビドラマも長らく制作されることはなかった。その後2008年に当時の読売テレビ社長の年頭会見で「今年中にも連続ドラマ枠を復活させたい」というコメントが出されていたが、同年10月に新設の『木曜ナイトドラマ（バリューナイト枠）』で実現する形となった。その後、この枠は『木曜ミステリーシアター』→『木曜ドラマ』→『木曜ドラマF』→『モクドラF』→『木曜ドラマ』と名称を変更しながら2023年現在も継続している。
さらに2020年1月からは元々はキー局の日本テレビが担当していた『日曜ドラマ』の一部作品を読売テレビが制作しており（詳細当該項参照）、毎年1クールのみではあるがプライムタイム枠としては16年ぶりに読売テレビ制作のドラマ枠が復活するとともに、同局をキー局とした全国放送のドラマ枠が2枠に増枠することになった。
本枠の作品は本放送終了後、一部を除いて番組販売を含めた再放送やソフト化・ネット配信といった二次利用が行われておらず、視聴機会に恵まれていない。

## 放送作品一覧
- 制作費を浮かす観点から自社制作としており、著作権は読売テレビにある。1995年の第2期開始からは、実際の制作は制作プロダクションが担当していた。

### 第1期

#### 1973年
- こんな男でよかったら 制作：国際放映
- 百年目の恋 (主演:十朱幸代)

#### 1974年～1975年
- ひょうたん通り
- 花の森台地
- おからの華 - 継続中に終了時刻が22:54に変更（1分縮小）。制作：東宝 (主演:中村玉緒)

#### 1976年～1978年
- 花ぼうろ 制作：東宝
- 五代家の嫁 制作：東宝

#### 1979年
- 細腕一代記 制作：東宝
- 翔んでますえ

#### 1980年
- お初天神 制作：東宝

### 第2期

#### 1995年
- ベストフレンド 制作協力：共同テレビ (主演:松雪泰子,深津絵里)

#### 1996年
- オンリー・ユー〜愛されて〜 制作協力：イースト  (主演:鈴木京香,大沢たかお)
- 俺たちに気をつけろ。 制作協力：CUC (主演;保阪尚輝,袴田吉彦)
- 八月のラブソング 制作協力：共同テレビ (主演:葉月里緒奈,緒形拳,加藤雅也)
- ナチュラル 愛のゆくえ 制作協力：ケイファクトリー (主演:石田ひかり)

#### 1997年
- ストーカー 逃げきれぬ愛 制作協力：イースト (主演:高岡早紀)
- せいぎのみかた 制作協力：MMJ (主演:国分太一)
- 失楽園 制作協力：総合ビジョン、日テレエンタ (主演:古谷一行,川島なお美)
- 心療内科医・涼子 制作協力：アミューズ、ノアズ (主演:室井滋)

#### 1998年
- 冷たい月 制作協力：イースト (主演:中森明菜)
- くれなゐ 制作協力：日テレエンタ (主演:川島なお美)
- 凍りつく夏 制作協力：ノアズ (主演:室井滋)
- 奇跡の人 制作協力：THE WORKS (主演:山崎まさよし)

#### 1999年
- ボーダー 犯罪心理捜査ファイル 制作協力：イースト（主演：中森明菜）
- ロマンス 制作協力：テレパック (主演:宮沢りえ,池内博之)
- 女医 制作協力：東北新社クリエイツ（現：東北新社）(主演;中谷美紀,りょう,大路恵美)
- ピーチな関係 制作協力：ノアズ (主演:いしだ壱成)

#### 2000年
- シンデレラは眠らない 制作協力：イースト (主演:原沙知絵)
- 永遠の仔 制作：東北新社クリエイツ（現：東北新社） (主演:中谷美紀,渡部篤郎,椎名桔平)
- リミット もしも、わが子が… 制作協力：テレパック (主演:安田成美)
- ヒューマン・ラブ・ストーリー 明日を抱きしめて 制作協力：泉放送制作 (主演:松本幸四郎)

#### 2001年
- 別れさせ屋 制作協力：ノアズ (主演:村上里佳子)
- Pure Soul〜君が僕を忘れても〜 制作協力：THE WORKS (主演:永作博美,緒形直人)
- フレーフレー人生! 制作協力：日本テレビエンタープライズ (主演:松下由樹)
- 本家のヨメ 制作協力：MMJ (主演:岩下志麻,ビビアン・スー)

#### 2002年
- ギンザの恋 制作協力：ホリプロ (主演:トータス松本)
- 天国への階段 制作：東北新社クリエイツ（現：東北新社） (主演:佐藤浩市)
- 私立探偵 濱マイク 制作協力：濱マイクプロジェクト (主演:永瀬正敏)
- ナイトホスピタル〜病気は眠らない〜 制作協力：THE WORKS (主演:仲間由紀恵)

#### 2003年
- メッセージ〜言葉が裏切っていく〜 制作協力：MMJ (主演:真中瞳)
- 伝説のマダム 制作協力：日本テレビエンタープライズ (主演:桃井かおり)
- 14ヶ月〜妻が子供に還っていく〜 制作協力：ホリプロ (主演:高岡早紀,中村俊介)
- ライオン先生 制作協力：THE WORKS (主演:竹中直人)

#### 2004年
- 乱歩R 制作協力：吉本興業、アットムービー　(主演:藤井隆)

### 番外
以下、本枠終了後に同時間帯で放送されたドラマを列挙する。
- 日本のシンドラー杉原千畝物語 六千人の命のビザ

2005年10月11日の21:00 - 23:09に放送された終戦60年記念特別ドラマ。同枠の特別版であるが、放送は月曜ではなく火曜日であった。
- 名探偵コナン10周年ドラマスペシャル「工藤新一への挑戦状〜さよならまでの序章（プロローグ）〜」 制作協力:ケイファクトリー

2006年10月2日の21:00 - 22:48での放送で、読売テレビにおける全国ネットドラマとしては「杉原千畝物語」以来の制作となった。
- 名探偵コナンドラマスペシャル第2弾「〜工藤新一の復活! 黒の組織との対決 （コンフロンティション）〜」制作協力:ケイファクトリー

2007年12月17日の21:00 - 22:48に放送された。

## ネット局
系列は放送終了時のもの。特に記述がない場合は第1期・第2期をネットした局。
| 放送対象地域          | 放送局                    | 系列                           | 備考                                                                             |
| --------------------- | ------------------------- | ------------------------------ | -------------------------------------------------------------------------------- |
| 近畿広域圏            | 読売テレビ（ytv）         | 日本テレビ系列                 | 制作局                                                                           |
| 北海道                | 札幌テレビ（STV）         | 日本テレビ系列                 |                                                                                  |
| 青森県                | 青森放送（RAB）           | 日本テレビ系列                 | 第2期のみ                                                                        |
| 岩手県                | テレビ岩手（TVI）         | 日本テレビ系列                 | 第2期のみ                                                                        |
| 宮城県                | ミヤギテレビ（MMT）       | 日本テレビ系列                 | 1975年10月からネット開始                                                         |
| 秋田県                | 秋田放送（ABS）           | 日本テレビ系列                 | 第2期のみ                                                                        |
| 山形県                | 山形放送（YBC）           | 日本テレビ系列                 | 第2期のみ                                                                        |
| 福島県                | 福島中央テレビ（FCT）     | 日本テレビ系列                 | 第2期のみ                                                                        |
| 関東広域圏            | 日本テレビ（NTV）         | 日本テレビ系列                 | 第2期のみ                                                                        |
| 新潟県                | テレビ新潟（TeNY）        | 日本テレビ系列                 | 第2期のみ                                                                        |
| 長野県                | テレビ信州（TSB）         | 日本テレビ系列                 |                                                                                  |
| 山梨県                | 山梨放送（YBS）           | 日本テレビ系列                 | 『失楽園』『明日を抱きしめて』『私立探偵 濱マイク』などの 一部作品のみ遅れネット |
| 静岡県                | 静岡第一テレビ（SDT）     | 日本テレビ系列                 | 1979年7月開局から                                                                |
| 富山県                | 北日本放送（KNB）         | 日本テレビ系列                 | 第2期のみ                                                                        |
| 石川県                | テレビ金沢（KTK）         | 日本テレビ系列                 | 第2期のみ                                                                        |
| 中京広域圏            | 中京テレビ（CTV）         | 日本テレビ系列                 |                                                                                  |
| 鳥取県 島根県         | 日本海テレビ（NKT）       | 日本テレビ系列                 |                                                                                  |
| 広島県                | 広島テレビ（HTV）         | 日本テレビ系列                 | 1975年10月からネット開始                                                         |
| 山口県                | 山口放送（KRY）           | 日本テレビ系列                 | 第2期のみ                                                                        |
| 香川県 →香川県 岡山県 | 西日本放送（RNC）         | 日本テレビ系列                 | 第1期は香川県のみ放送 第2期は岡山県でも放送                                      |
| 愛媛県                | 南海放送（RNB）           | 日本テレビ系列                 | 第2期のみ                                                                        |
| 福岡県                | 福岡放送（FBS）           | 日本テレビ系列                 |                                                                                  |
| 長崎県                | 長崎国際テレビ（NIB）     | 日本テレビ系列                 | 第2期のみ                                                                        |
| 熊本県                | くまもと県民テレビ（KKT） | 日本テレビ系列                 | 第2期のみ                                                                        |
| 大分県                | テレビ大分（TOS）         | 日本テレビ系列／フジテレビ系列 | 第2期のみ                                                                        |
| 鹿児島県              | 鹿児島読売テレビ（KYT）   | 日本テレビ系列                 | 第2期のみ                                                                        |

- 第2期における遅れネット及び未ネット局についてはテレビ朝日木曜21時枠ドラマの遅れ放送を放送していた。